# 鷹巣村 (福井県)
鷹巣村（たかすむら）は福井県坂井郡にあった村。現在の福井市の北西部、日本海沿岸にあたる。

## 地理
- 海洋：日本海
- 山岳：高須山

## 歴史
- 1889年（明治22年）4月1日 - 町村制の施行により、坂井郡高須村、宮郷村、西畑村、大窪村、西二ツ屋村、免鳥村、浜住村、和布浦、蓑浦、糸崎浦、松蔭浦、長橋浦、北菅生浦及び丹生郡南菅生浦の区域をもって、坂井郡鷹巣村が発足する。
- 1955年（昭和30年）3月31日 - 坂井郡鶉村、本郷村、棗村及び鷹巣村が合併して、坂井郡川西村が発足する。